# Ingénieur du contrôle de la navigation aérienne
En France, le corps des Ingénieurs du contrôle de la navigation aérienne (ICNA) de la DGAC est classé dans la catégorie A de la fonction publique de l'État au sein du ministère de la Transition écologique et solidaire. Le statut du corps des ICNA est régi par la loi du 31 décembre 1989 et par un décret datant du 8 novembre 1990.

## Recrutement
La sélection d'entrée à l'École nationale de l'aviation civile (ENAC) des élèves futurs ICNA a lieu lors d'un concours annuel, ouvert aux ressortissants de la communauté européenne, âgés de 18 à 26 ans, aptes physiquement et pouvant justifier d'une 2e année de classes préparatoires scientifiques (ou 2e année de classes préparatoires intégrées), ou étant titulaire (avant le 1er janvier) de l'un des diplômes suivants : DEUG, DUT, BTS à caractère scientifique ou technologique, DEUST. Cependant, la grande majorité des candidats ICNA est issue des classes préparatoires scientifiques Maths sup/Maths spé des voies MP, PC et PSI.
D'autre part, il existe des passerelles depuis d'autres corps de la DGAC :
- Examen professionnel ICNA : les lauréats de ces examens intègrent une formation d'un à deux ans entre l'ENAC et leurs nouveaux services d'affectation.
- Sélection professionnelle ICNA (ouverte aux contrôleurs d'aérodrome, aux agents de la Vigie Traficde l'Aéroport Paris-Charles-de-Gaulle et aux agents BTIV[5] des CRNA).
- Concours internes : les lauréats de ces concours sont admis à suivre la formation initiale complète à l'ENAC.

### Formation initiale
La formation française des ICNA est suivie à l'ENAC, à Toulouse.

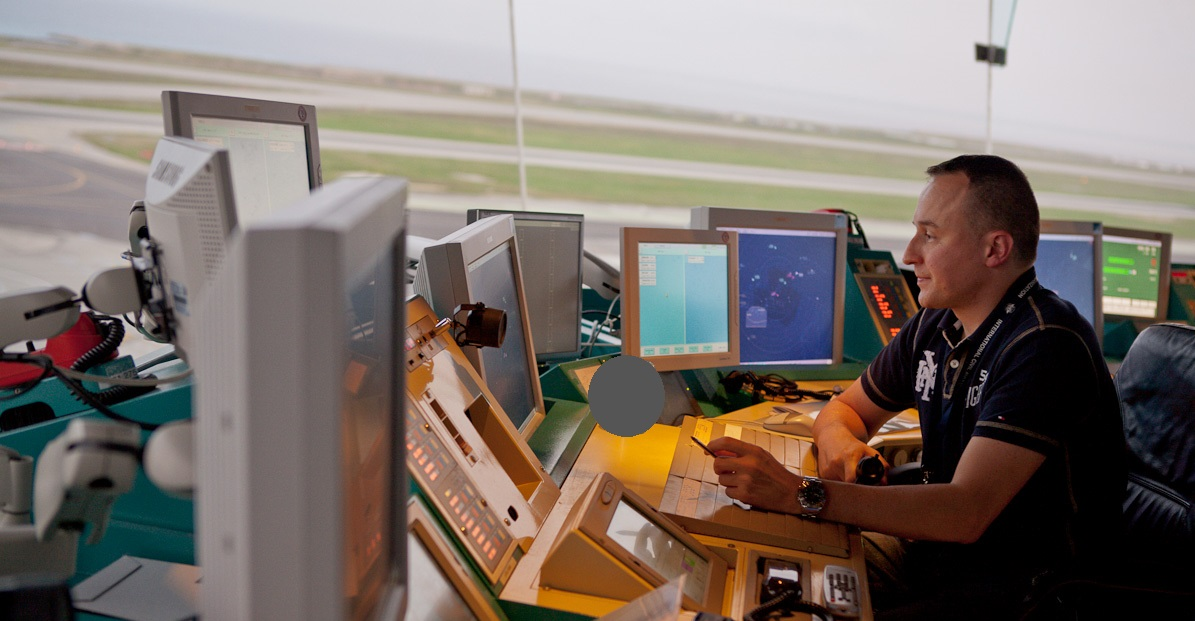
Contrôleur à la tour de Nice Côte d'Azur

La formation à l'école est publique et dure trois ans (sauf en cas de prolongation de la formation). Depuis 2012, elle est sanctionnée par un grade de Master dit de « Management et Contrôle du Trafic Aérien » (MCTA), aussi appelé contrôleur aérien référencé dans le Répertoire national des certifications professionnelles (RNCP). Au cours de la formation initiale, après une durée de 18 mois, l'ICNA est affecté, soit en tour de contrôle (avec centre d'approche intégré), soit en centre en route de la navigation aérienne (CRNA). Une fois affecté, l'élève ICNA commence sa formation pratique dans son centre, en alternance avec la formation théorique qui se poursuit à l'école. À l'issue des trois années de formation (pratique + théorique), le diplôme est délivré, mais l'élève n'est alors pas toujours entièrement qualifié, selon l'importance et la complexité de son centre d'affectation. Selon les organismes, un à trois ans sont encore nécessaires à l'achèvement de la qualification, pouvant alors porter le temps de formation totale d'un ICNA à huit années après le BAC.
En cas de mutation en cours de carrière vers un autre centre de contrôle (approche ou CRNA), toute la phase de formation pratique doit être reprise à zéro, adaptée aux particularités du nouveau centre, pour une durée de un à deux ans, selon le niveau nécessaire.

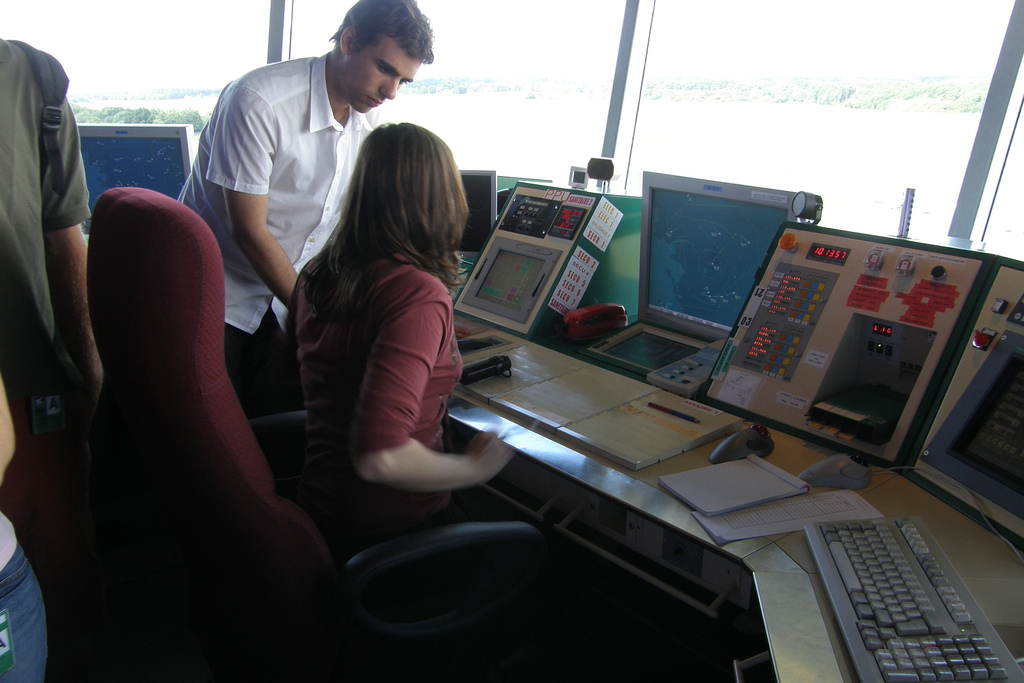
Contrôleur et élève dans la tour de Nantes

### Temps de travail
Pour compenser la charge de stress élevée, ainsi que le travail de nuit et les jours fériés, les ICNA bénéficient d'une réglementation de leur temps de travail avantageuse. En effet, le travail de nuit et durant les jours fériés et week-end n'étant pas rémunérés davantage que les autres jours, ceux-ci sont récupérés de manière linéaire sur le temps de travail global. Ainsi, ils ne peuvent travailler plus de 32 heures par semaine glissante. Par ailleurs, ce temps de travail doit être composé à 25 % de pauses. Bien que cela ne soit pas le cas de tous, et pour respecter cette réglementation, un contrôleur aérien ne travaille donc généralement pas plus de quatre jours par semaine.

### Déroulement de carrière
Leur formation permet aux ICNA d'exercer, tout au long de leur carrière, différentes fonctions, allant du poste de contrôleur aérien "classique" à celui d'ingénieur d'étude dans les différentes subdivisions de son centre de contrôle. Le passage d'une fonction à l'autre peut se faire dans les deux sens. Il peut alors évoluer vers des fonctions de chef de service, d'équipe, ou de Tour.
Il peut également demander une mutation vers un autre centre de contrôle, soit dans une subdivision d'étude, soit pour un poste opérationnel. Dans ce second cas, une à deux années seront généralement nécessaires à l'obtention de la nouvelle qualification de contrôle.
Du fait du haut niveau de facultés cognitives et de stress exigés par la fonction, la carrière d'un ICNA est courte : la retraite doit survenir au plus tard à 59 ans, sans aucune possibilité de prolongation. Cet âge est fixé entre 55 et 57 ans dans les autres pays européens, et à 56 ans aux États-Unis.
Le corps des ICNA comporte trois grades (dans l'ordre décroissant) :
- ICCNA (chef) : 7 échelons, donc l'accès à la catégorie "A prime" de la Fonction publique (HEA)
- IDCNA (divisionnaire) : 14 échelons.
- ICNA de classe normale : 9 échelons.
- ICNA stagiaire : 1 échelon.
- ICNA élève : 1 échelon.

Le passage d'un grade à un autre est soumis à des conditions fixées par le décret statutaire (fonctions).

## Emploi
Outre le métier de contrôleur aérien, les ICNA peuvent occuper, tout au long de leur carrière, plusieurs types de postes au sein de la Direction générale de l'Aviation civile (DGAC), notamment des postes dit "hors exploitation" : encadrement intermédiaire ou supérieur, instruction, enseignement (ENAC), étude ou recherche (DTI).

### Revenus
Les études à l'ENAC sont rémunérées, en échange de quoi l'élève s'engage pour une durée de dix ans (formation comprise). En sortie d'école, un Ingénieur du contrôle de la navigation aérienne (ICNA) encore en formation perçoit une rémunération annuelle nette (primes incluses) approximativement égale à 27 000 euros. Un jeune ICNA qualifié (autonome dans son travail dans son centre d'affectation) perçoit une rémunération annuelle nette (primes incluses) comprise entre 42 000 et 66 000 euros. En fin de carrière, un Ingénieur en chef du contrôle de la navigation aérienne perçoit une rémunération annuelle nette (primes incluses) comprise entre 65000 et 114 000 euros. Toutefois, l'échelle des revenus varie d'un centre à un autre, mais reste parmi les moins élevés en Europe.

## Historique
Le corps des ICNA a subi plusieurs changements de noms depuis les années 1960 :
- 1962 : TNA : Technicien de la Navigation Aérienne incluant les TNA/E "exploitation", les TNA/I "installations" et les futurs "TAC" ;
- 1964 : création du corps des "Officiers Contrôleurs de la Circulation Aérienne" (OCCA) dans la catégorie B de la Fonction publique[9] ;
- 1990 : création du corps des ICNA dans la catégorie A de la Fonction publique.

## Pour approfondir